# Orson Welles

Podpis Orsona Wellese

George Orson Welles (6. května 1915, Kenosha, Wisconsin, USA – 10. října 1985, Los Angeles, Kalifornie) byl americký filmový, divadelní, rozhlasový a televizní režisér, scenárista, herec a producent oceněný Oscarem Akademie filmového umění a věd. Proslavil se svou rozhlasovou adaptací románu H.G.Wellse Válka světů, která vyvolala veřejnou paniku, protože posluchači se domnívali, že došlo k invazi mimozemských bytostí do New Jersey. Jako filmový režisér natočil 13 celovečerních filmů, z nichž nejznámější je Občan Kane (1941). Při filmování uplatňoval nové režijní metody a zvukové techniky, netradiční práci s kamerou a střihem. V roce 2002 byl Welles zvolen největším filmovým režisérem všech dob ve dvou anketách Britského filmového institutu.

## Životopis

### Mládí a začátek kariéry (1915–1938)

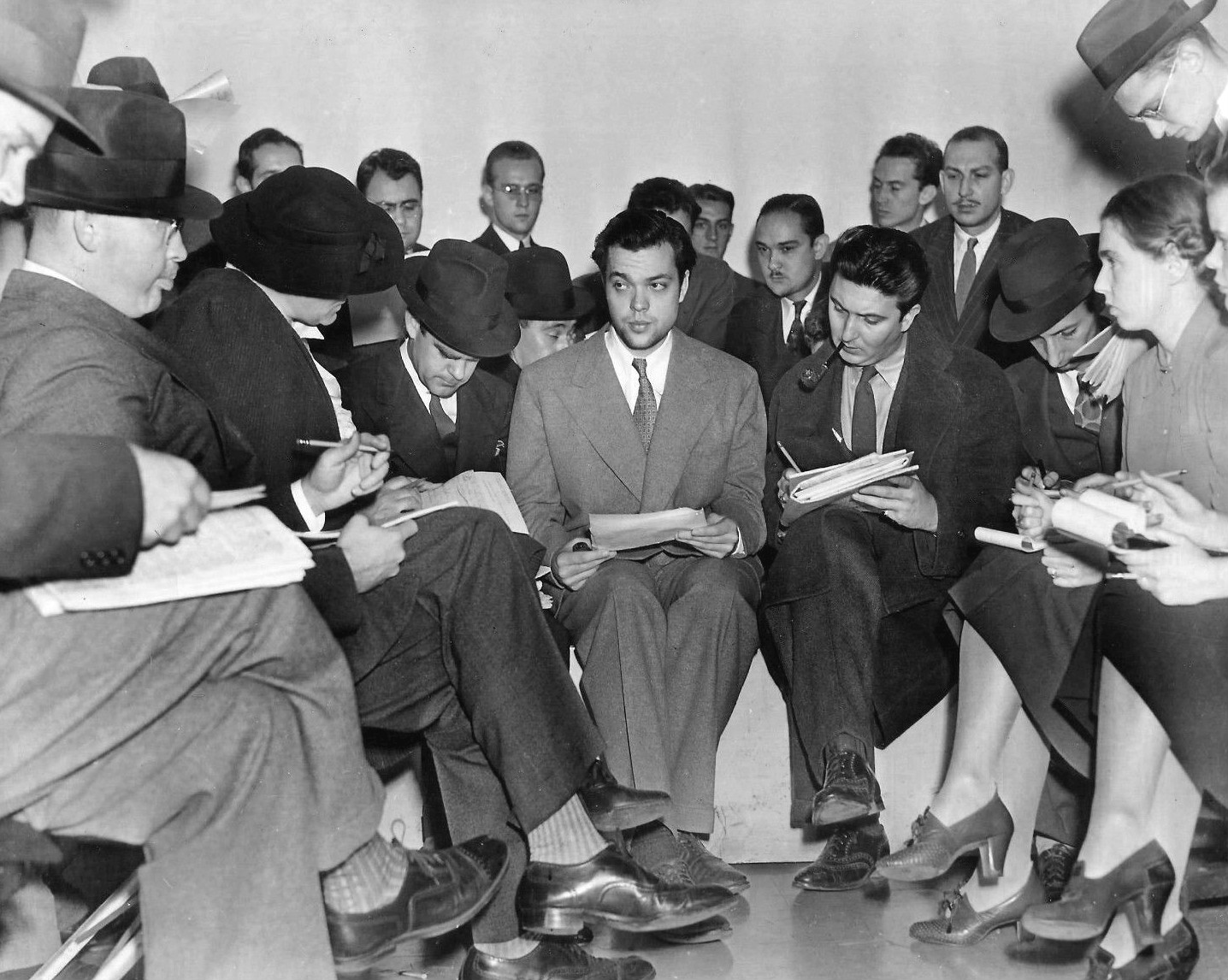
Welles mezi novináři po uvedení rozhlasové adaptace Války světů v r. 1938

Jeho otec Richard Head Welles byl zámožný vynálezce, matka Beatrice Ives Welles klavíristka. Wellesovo dětství bylo poznamenáno předčasnou smrtí matky (roku 1924) a otcovou závislostí na alkoholu. Absolvoval prestižní školu Todd Seminary for Boys ve Woodstocku, kde získal první zkušenosti s divadelní a rozhlasovou tvorbou. Byl všestranně nadaný, hrál na klavír, rád maloval a kreslil, zkoušel různé iluzionistické triky. Po smrti otce v roce 1931 odjel do Evropy a v Irsku se stal členem divadla Gate theatre v Dublinu, když se drze prohlásil za hvězdu z Broadwaye. Kromě herecké práce zde produkoval a navrhoval své vlastní inscenace. V roce 1932 se vrátil do USA a vytvořil ilustrace pro soubor Shakespearových her. V následujících dvou letech působil jako herec v několika divadelních společnostech a získal první práci v rozhlase. Koncem roku 1934 se oženil s herečkou Virginií Nicolsonovou. John Houseman, ředitel divadelního oddělení Negro Theater v New Yorku, pozval Wellese, aby se v roce 1935 připojil k projektu Federálního divadla pro financování uměleckých a zábavných programů v USA během velké hospodářské krize s cílem zaměstnávat divadelní pracovníky. V rámci tohoto projektu vytvořil Welles několik adaptací klasických divadelních her (Macbeth, Slaměný klobouk, Dr.Faustus), při nichž uplatnil svůj originální tvůrčí přístup. V listopadu 1937 Welles s Housemanem otevřeli vlastní divadlo Mercury moderním zpracováním Shakespearovy tragédie Julius Caesar, které bylo pojato jako politické melodrama odsuzující nástup fašismu. Všechna představení divadla měla velký úspěch u kritiky i diváků. Po úspěšném představení Julia Caesara dostal v roce 1938 nabídku angažmá od rozhlasové stanice CBS Radio. Jako spisovatel a režisér upravil pro rozhlas klasické divadelní hry a literární díla a také v nich účinkoval. Vytvářel a moderoval populární rozhlasové pořady. Vytvořil inscenaci podle románu Herberta George Wellse Válka světů, v níž evokoval atmosféru příletu mimozemšťanů tak sugestivně, že na mnoha místech v USA při vysílání 30. října 1938 vypukla mezi posluchači panika. Třiadvacetiletému Wellesovi, který vystupoval v roli fiktivního reportéra, přinesl pořad popularitu nejen v USA, ale i v zahraničí.

### První filmy (1939–1948)

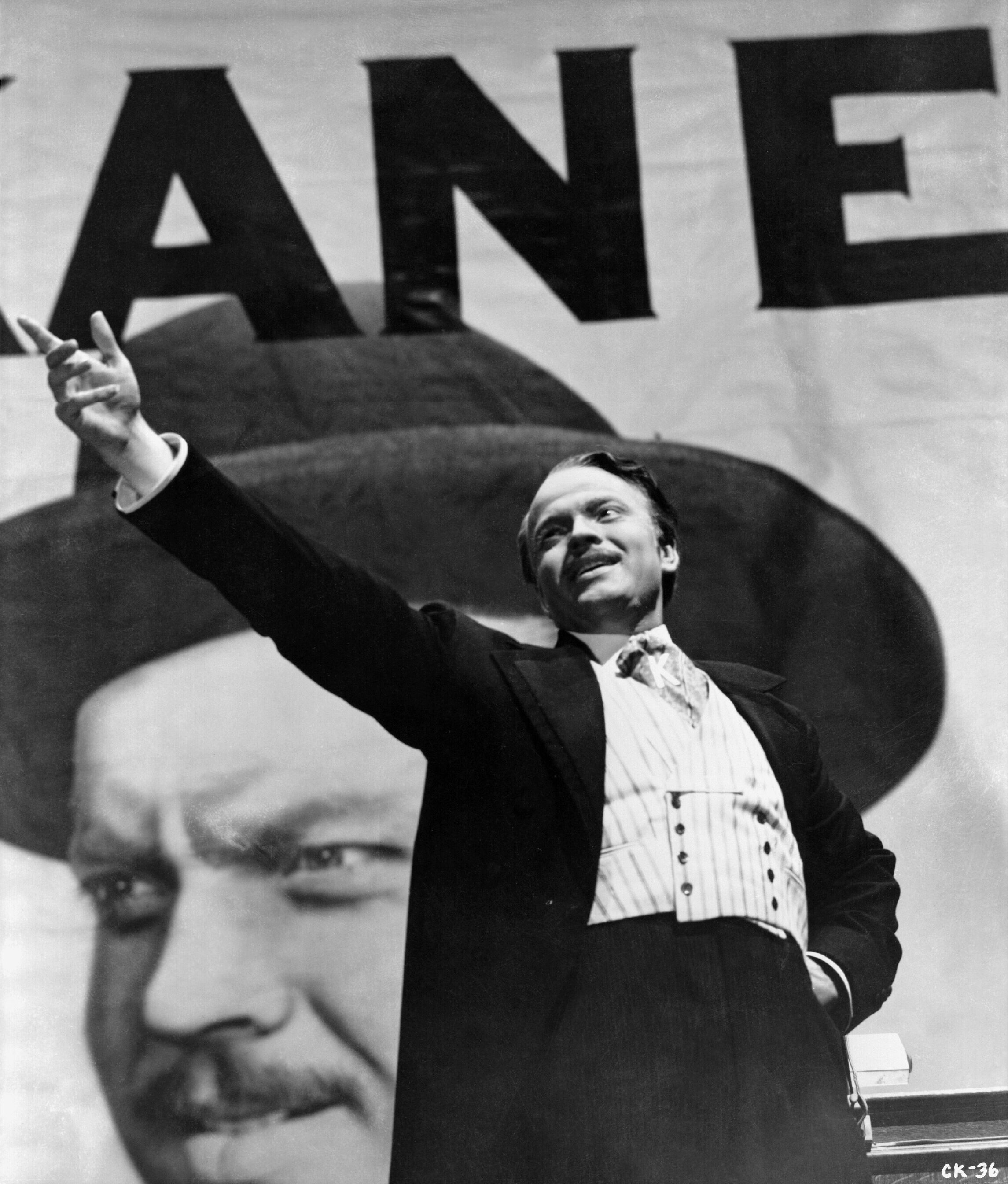
Orson Welles ve filmu Občan Kane

V roce 1939 podepsal smlouvu se polečností RKO Pictures a přestěhoval se do Hollywoodu. Jeho prvním filmem natočeným s velkou tvůrčí svobodou byl Občan Kane (Citizen Kane) k němuž napsal spolu s Hermanem J. Mankiewiczem scénář a také hrál titulní roli. Film měl průkopnický význam pro originalitu pojetí a uplatnění nových výrazových metod. Fiktivní životopis mediálního magnáta zaujal jak sociální a psychologickou linkou, tak stylem vyprávění. Jeho uvedení se neúspěšně snažil zabránit tiskový magnát W.R.Hearst, který v něm viděl kritický obraz svého života. Film byl uveden 9. dubna 1941 a vyvolal nadšené reakce kritiků, divácky příliš úspěšný nebyl. Získal devět nominací na Oscara, ale proměnil pouze jednu za scénář. V roce 1942 byl uložen do trezoru. Větší úspěch měl v Evropě, kde se promítal po válce. Teprve po uvedení v televizi v roce 1956 začal být v USA oceňován jako jeden z nejlepších filmů všech dob.
Jeho dalším filmem byli Skvělí Ambersonovi (The Magnificent Ambersons) z roku 1942, kteří získali čtyři oscarové nominace. Během natáčení filmu Welles také produkoval týdenní půlhodinový rozhlasový seriál The Orson Welles Show, v němž účinkovali mnozí protagonisté tohoto filmu. Angažoval se jako vyslanec dobré vůle projektu CIAA podporovaného N.Rockefellerem v Latinské Americe, kde v rozhlasových pořadech, rozhovorech a vystoupeních podporoval kulturní spolupráci. Natáčel dokumentární filmy v Mexiku a Brazílii a část materiálu chtěl použít pro svůj film Všechno je pravda, který však zůstal nedokončený. Nové vedení RKO Pictures s ním ukončilo smlouvu a odmítlo financovat další produkci filmu, protože překročil rozpočet.
Po návratu do USA během válečných let pracoval především v rozhlase, pro který vytvářel vlastenecké pořady a zábavné estrády pro příslušníky ozbrojených sil, na které přispěl i vlastními finančními prostředky. Podporoval prezidenta Roosevelta v jeho volební kampani a vyzýval Američany k nákupu válečných dluhopisů na financování invaze v Normandii.
V roce 1945 se po čtyřech letech vrátil k filmování jako režisér i herec. Natočil drama o vyšetřování válečných zločinů, ve kterém byly poprvé použity i dokumentární záběry z koncentračních táborů. Film Cizinec (The Stranger) byl uveden do kin v roce 1946 a přestože byl komerčně úspěšný, filmová společnost s ním neprodloužila smlouvu. Welles se přestěhoval do New Yorku, kde v roce 1946 režíroval na Broadway podle vlastního scénáře muzikál Okolo světa (adaptace románu Julese Verna) s hudbou Cole Portera. V rozhlase uváděl vlastní pořady a komentáře.
V roce 1947 natočil film Dáma ze Šanghaje (The Lady from Shanghai), ve kterém s ním hrála jeho druhá manželka Rita Hayworthová, s níž se však zanedlouho rozvedl. Snímek, který se nyní řadí mezi klasiku filmů noir, byl příznivě přijat v Evropě, ale v USA se dočkal uznání až po letech. Neuspěl ani jeho další film, nízkorozpočtová adaptace Shakespearova Macbetha, v němž použil postsynchrony jako jeden z inovativních prostředků pro snižování nákladů. Vlivné příznivce měl v Evropě, patřil mezi ně Jean Cocteau, který oceňoval jeho sugestivní atmosféru.

### Práce v Evropě (1948–1969)
Od roku 1948 pobýval Welles v Evropě, kde vytvořil hlavní nebo výrazné epizodní role v řadě filmů: Černá magie (Cagliostro), Třetí muž (Harry Lime), Liščí princ (Cesare Borgia) , Černá růže (Bayan). V Anglii vystupoval v úspěšných rozhlasových pořadech. V letech 1949–51 točil v Itálii a Maroku filmovou verzi Shakespearovy tragédie Othello, ve kterém hrál hlavní roli. V rpce 1952 snímek vyhrál Grand prix na festivalu v Cannes. Roku 1953 se krátce vrátil do USA, kde se poprvé objevil v televizi v titulní roli živě vysílaného dramatu Král Lear. V Evropě roku 1955 natočil film Důvěrná zpráva-Pan Arkadin (Mr.Arkadin), v němž hrál se svou třetí manželkou Paolou Moriovou. Natáčení provázely komplikace a producent Wellese odvolal a film dokončil bez něj. Nakonec vzniklo pět různých verzí filmu, dvě ve španělštině a tři v angličtině. Welles v té době režíroval dva autorské televizní seriály pro BBC.
V roce 1956 se Welles vrátil do Hollywoodu, účinkoval v televizních a rozhlasových pořadech. Jako herec byl angažován do filmu Dotek zla (Touch of Evil), ale na naléhání představitele hlavní postavy Charltona Hestona byl jmenován do funkce režiséra. Film byl v roce 1958 promítán na festivalu v Bruselu, kde získal cenu mezinárodní kritiky.
V šedesátých letech Welles znovu působil v Evropě jako filmový herec a současně natáčel film Don Quijote. V italské televizi režíroval sérii osmi epizod V zemi Dona Quijota a cestopisný seriál Kolem světa s Orsonem Wellesem. Ve Francii vytvořil roku 1962 filmovou adaptaci Kafkova Procesu (The Trial) s Anthony Perkinsem v hlavní roli. Během natáčení se seznámil s chorvatskou herečkou Ojou Kodar, která se stala jeho partnerkou na posledních dvacet let života. Ve Španělsku natočil v r. 1965 film Falstaff (Chimes at Midnight) jako volné zpracování tří Shakespearových her, v němž sám vytvořil roli Falstaffa.

### Návrat do USA a závěr života (1970–1985)

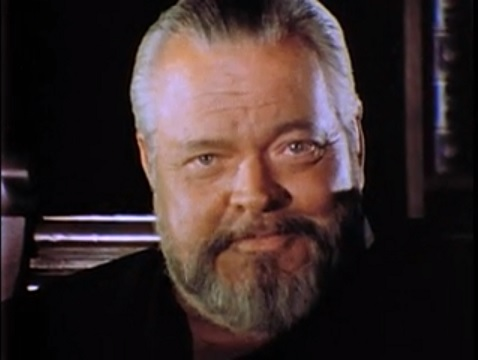
Orson Welles v r. 1973

Do USA se vrátil v roce 1970, kde pokračoval v samofinancování svých filmových a televizních projektů, které však z ekonomických důvodů zůstaly často nedokončeny. V roce 1971 mu Akademie udělila čestného Oscara za přínos světové kinematografii. O rok dříve získal Zlatého lva na festivalu v Benátkách. Jeho poslední hlavní rolí v hraném filmu byl pirát John Silver v Ostrovu pokladů v roce 1972.
Roku 1973 dokončil svůj poslední celovečerní autorský film o pravdě a lži v umění s názvem F jako falzifikát (F pro Fake). V dalších letech účinkoval ve známých televizních reklamách, natočil řadu krátkometrážních filmových dokumentů a televizních pořadů, namluvil několik rolí v animovaných filmech. V roce 1984 mu The Directors Guild of America (americká asociace režisérů) projevila nejvyšší možné uznání, když mu přidělila D.W.Griffith Award. Byl držitelem několika cen Grammy za nejlepší mluvené slovo a v roce 1988 byl uveden do Národní rozhlasové síně slávy. V roce 1982 byl prezidentem Mitterandem jmenován rytířem Čestné legie.
Orson Welles zemřel na infarkt 10. října 1985 ve svém domě v Hollywoodu.

## Filmová tvorba
Welles celou svou kariéru bojoval se studii a většina jeho mistrovských děl utrpěla zásadními post-produkčními zásahy. Jeho debut Občan Kane je prakticky prvním a posledním filmem, který byl uveden do kin v podobě, kterou Welles zamýšlel. Vynikal talentem vnuknout svým snímkům komplexní i komplikovanou koncepci a zvláště neobvyklou hloubku, snahou nahlédnout hluboko do lidské duše, zkoumat paradoxy v subjektivním vnímání morálky a dumáním nad stavem společnosti. Wellesovo spoléhání na vlastní produkci znamenalo, že mnoho z jeho pozdějších projektů bylo natočeno po částech nebo nebyly dokončeny. Filmy Don Quijote, Kupec benátský, Druhá strana větru byly uvedeny v remastrovaných verzích po jeho smrti. Svá nejlepší díla, v nichž uplatnil nové tvůrčí režisérské postupy, vytvořil na počátku kariéry.
Ve filmu využíval rychlé střídání obrazů, předmětů a situací v rámci jednoho záběru. Používal k tomu tzv. hloubku ostrosti – technickou operaci, která umožňovala vidět přesně nejen to, co se děje těsně před kamerou, ale i na vzdálenějším pozadí. Divák v jediném filmovém záběru dostal zhuštěnou konfrontaci různých obrazů, navrstvení několika dějových rovin. Tímto způsobem Welles posunul filmové umění k novým metodám montáže a vyprávění. Eliminoval statičnost, kterou do kinematografie přinesl vynález zvuku. Navázal na nejlepší pravidla a postupy němého filmu, které však přetvořil a ukázal, že jsou použitelná i ve zvukovém filmu. Pro zvýšení účinku při natáčení velkých scén využíval techniku kontrastů velikosti, např. záběr na malou postavu proti velkému davu. Zdokonalil techniku subjektivního vyprávění výběrem materiálu a využitím čistě filmových vizuálních prostředků, jako je volba úhlů pohledu kamery a zastropené dekorace. Přinesl nová technická řešení využití zvuku v hraném filmu. Zavrhl titulky dříve využívané pro posun děje a nahradil je mluveným komentářem. Experimentoval s dialogy tak, aby je co nejvíce přiblížil skutečnosti.

## Herectví
Díky mohutné postavě a zachmuřenému vzhledu byl jako výrazný typ často obsazován do filmů jiných režisérů. Významnými rolemi byl agent sovětské tajné služby v bondovce Casino Royale, císař Justinián I. v historickém velkofilmu filmu Boj o Řím, generál Dreedle v Hlavě 22 nebo John Silver v Ostrově pokladů. Vytvořil řadu divadelních rolí, miloval Shakespearovy hry. Na počátku kariéry měl velký úspěch v Macbethovi, v padesátých letech hrál např. v Londýně v Othellovi nebo v New Yorku v Králi Learovi. Vystupoval v televizi v populárně-vědeckých pořadech a show, na kterých se podílel autorsky. Celý život se věnoval práci v rozhlase, kde se uplatnil jeho podmanivý výrazný baryton.

## Ocenění
V roce 1970 obdržel čestného Oscara za celoživotní dílo.

## Režijní filmografie
- 1968 Nesmrtelný příběh
- 1965 Falstaff
- 1962 Proces
- 1962 Za zavřenými dveřmi
- 1958 Dotek zla
- 1955 Pan Arkadin – Důvěrná zpráva
- 1952 Othello
- 1948 Macbeth
- 1947 Dáma ze Šanghaje
- 1946 Cizinec
- 1943 Cesta do strachu
- 1942 Skvělí Ambersonové
- 1941 Občan Kane